# Naumburška stolnica
Naumburška stolnica ali evangeličanska stolnica svetega Petra in Pavla v Naumburgu (nemško Naumburger Dom St. Peter und Paul) je nekdanja stolnica Naumburške škofije in sega večinoma v prvo polovico 13. stoletja. Je ena najpomembnejših poznoromanskih zgradb na Saškem - Anhaltu, postaja na Romanski cesti in od leta 2018 na seznamu svetovne dediščine UNESCO.
Naumburška stolnica ima dva kora - vsak z apsido na obeh ožjih straneh. Slavni zahodni kor je bil zgrajen po sredini 13. stoletja in je ena najpomembnejših stavb zgodnje gotike s korno pregrado in kipi donatorjev iz delavnice Naumburških mojstrov.
Po reformaciji je bil leta 1542 z Nikolajom Amsdorfskim prvič v cesarstvu ustoličen evangeličanski škof. Po smrti zadnjega škofa Juliusa von Pfluga leta 1564 je bila škofija razpuščena in padla pod Saško, cerkev pa je izgubila funkcijo škofije. Vendar je ostala cerkev protestantske skupnosti. Danes stolnico upravlja fundacija - Vereinigte Domstiftern iz Merseburga, Naumburga in Kollegiatstift Zeitz.

## Grad Naumburg
V obdobju okoli leta 1000 je Ekkehard I († 1002) mejni grof Meißena, verjetno najmočnejši človek na vzhodni meji nemškega cesarstva, zgradil, na 25 m visoki vzpetini na desnem bregu reke Saale, blizu ustja z Unstrutom, svoj nov sedež, tako imenovan neweburg ali Nuwenburg in pozneje Naumburg. Primerna lokacija na križišču več trgovskih poti je bila verjetno odločilna za izbiro tega kraja.
Njegova sinova Hermann in Ekkehard II. sta v zahodnem delu kmalu ustanovila majhno, posvečeno samostansko cerkev svete Marije, ki je omenjena leta 1021 v Merseburški škofovski kroniki kot praepositura noviter fundata. Leta 1028 je kralj Konrad II. premestil, na poziv dveh bratov, škofijo Zeitz v Naumburg. Prenos je potrdil papež Janez XIX. decembra 1028. Razlog za to je bila negotovost Zeitza, kjer je ostal samostan.

## Zgodovina gradnje cerkve

### Zgodnjeromanska stavba
Kmalu po odobritvi premestitve škofije iz Zeitza v Naumburg, verjetno spomladi 1029, se je takoj na vzhodni strani samostanske cerkve začela gradnja prve zgodnje romanske stolnice Naumburg. Posvečena je bila med mandatom merseburškega škofa Hunolda, ki je vladal med letoma 1036 in 1050, verjetno pred letom 1044. Patrocinij Petra in Pavla je prevzela od cerkve v Zeitzu.
Med izkopavanji so našli temelje prve stolnice pod današnjo. Prva Naumburška stolnica je bila triladijska, bazilika v obliki latinskega križa, manjša od sedanje. Njen kor ni ravno dosegel vzhodnega konca pozno romanskega kora. Stranski zidovi sta se na zahodu končali v majhnih kvadratnih stolpih, katerih temelji so približno 7 m vzhodno od zgodnjegotske zahodne korne pregrade. Med stolpi je bil majhen, z apsido zaprt kor s kripto pod njim. Stolpi so bili povezani z ravnim zahodnim zidom, tako da kor ni bil viden. Glavni portal je bil zelo verjetno že takrat v južni končni steni transepta. Okoli leta 1160/70 je stolnica dobila dvoransko kripto. Ta kripta je bila prevzeta okoli leta 1210 v nastajajoči novi stolnici.
Na mestu današnjega zahodnega kora je prvotno stala samostanska cerkev svete Marije. V zahodnih stolpih so bili ohranjeni ostanki njenih zidov

### Poznoromanska novogradnja
Pod škofom Engelhardom (1207-1242) se je leta 1210 začela graditi poznoromanska stavba. Začela se je v ladji, verjetno zato, ker so bili vzhodni deli stolnice v povezavi s kripte pred kratkim obsežno obnovljeni. Vendar pa je bila nova stavba dolge ladje kmalu opuščena. Namesto tega so začeli z gradnjo novih vzhodnih delov stolnice in nato postopoma gradili novo stavbo na zahod. Nova stolnica, ki še danes obstaja, je obokana bazilika s snopastimi stebri in vzhodnim korom, vzhodnim transeptom in izločenim križiščem ter tridelno kripto. Končna posvetitev stolnice je potekala, po izvoru iz 18. stoletja, 29. junija 1242.

### Gradnja zgodnjegotskega zahodnega kora z deli naumburških mojstrov
Verjetno na pobudo Wettinskega grofa Heinricha von Meissena so začeli okoli leta 1250 graditi zgodnjegotski zahodni kor, pri čemer so posamezniki začeli graditi že okoli leta 1245. Tezo Ernsta Schuberta, da je zahodni kor zamenjal zgodnjeromansko grajsko samostansko cerkev neposredno zahodno od stolnice, je pred kratkim izdelal Holger Kunde z novo razvitimi dokazi. 
Korni kvadrat s šestdelnim obokom je na zahodu zaprt s 5/8 poligonom. Gradnja je bila verjetno končana okoli leta 1260. Z zahodnim korom se je zgradilo še prvo prosto stoječe nadstropje severozahodnega stolpa stolnice.
Od ladje je zahodni kor razmejen z bogato oblikovano korno pregrado. S svojim reliefom Pasijona in skupino Križanje v portalu je glavno delo mojstrov Naumburga, ki so delali na novih stavbah stolnic v Noyonu, Reimsu in Amiensu in potem morda v Metzu, zagotovo pa v Strasbourgu in Mainzu. Korna pregrada je služila v času vzpostavitve razmejitve cerkve drugim uporabnikom. Skupina Križanje na portalu je zelo pomembna z vidika umetnosti in pobožnosti. Dobro izdelane, nturalistične kapitele v slepih arkadah in na hrbtni steni kornih klopi celo omogočajo botanično določitev različnih predstavljenih rastlin. 
Vladarji in donatorji iz časa njene gradnje, so vključeni v arkadni friz v zahodnem koru. To sta brata Ekkehard II. (legenda znaka: "ECHARTVS MARCHIO") in Hermann, mejni grof Meissna in njihove žene, svetovno znana v umetnostni zgodovini Uta in Reglindis. Figure donatorjev posredujejo njihova drža in kretnje med stebri in notranjostjo.
Naumburški mojster ni bil le arhitekt zahodnega kora, ampak verjetno tudi vodilni kipar: verjetno je oblikoval donatorske figure iz grillenburgerškega peščenjaka in nekaj od njih naredil sam. Med drugim so na vidnem mestu prikazani prvi ustanovitelji stolnice Naumburg, ki so umrli 200 let pred izgradnjo zahodnega kora. Pokopali so jih v predhodnici današnje stolnice in v neposredni bližini romanske samostanske cerkve.
Naumburgski škof Dietrich II. Iz Meissna vodi v pismu iz leta 1249 enajst imen ustanoviteljev stolnice iz treh generacij: »Hermann marchio, Regelyndis marchionissa, Eckehardus marchio, Uta marchionissa, Syzzo, Conrad, Wilhelmus, Gepa comitissa, Berchta comitissa, Theodoricus, Gerburch comitissa«. V Naumburger Mortuologien se imenujejo še trije donatorji: »Timo Kistritz / Köstritz, grof Dietmar in grofica Adelheid«. Po prevladujočem mnenju dvanajstih donatorskih osebnosti sta bila Hermann in Ekkehard II. dodeljena družini Ekkehardiner in vsi ostali Wettinovim družinam. Na severni strani: grof Dietrich von Brehna, Gepa (ali Adelheid, opatica Gernrode), mejni grof Ekkehard II. in Uta; na južni strani: Gerburg (ali Berchta), Konrad grof von Landsberg (glava in desna roka v 19. stoletju), mejni grof Hermann in Reglindis; v glavi kora: grof Dietmar (znak: "DITMARVS COMES OCCISVS" za grofa Dietricha, ki je bil ubit), Sizzo grof von Kevernburg (znak "SYZZO COMES DO" se lahko prevede kot Syzzo, grof Turingije ali grof Syzzo, ustanovitelj ), Wilhelm grof von Camburg (znak: "WILHELMVS PRI VNVS FVNDATORVM") in Timo grof von Kistritz (znak: "TIMO DE KISTERICZ QVI DEDIT ECCLESY SEPTEM VILLA"). Osem moških in štiri ženske iz nemške aristokracije, donatorji prve stolnice in povezani z graditeljem škofom Dietrichom II. Posebnost likov je v realističnem upodobitvi oblačil iz lodna in usnja in orožje.
Edinstvena predstavitev laikov na mestu, ki je bilo sicer rezervirano le za svetnike, je bilo mogoče razložiti z njihovimi visokimi zaslugami za stolnico. Kipi v zahodnem koru Naumburga so nadomestili donatorske grobnice, ki so jih morali opustiti v času poznoromanske gradnje stolnice. Tako bi bilo poskrbljeno za nadaljevanje spominskih slovesnosti za donatorje in samostansko cerkev. Heinz Wießner pripisuje pojav donatorskih oseb mejnemu grofu Heinrichu, ki jo je ustvaril kot umetniški prikaz svojega pokroviteljstva nad stolnico. S tem bi pojasnili tudi prisotnost laikov v notranjosti kora škofove cerkve. Različica donatorjev se je pojavila šele v 16. stoletju.
Dve deli iz delavnice Naumburškega mojstra so v visokem koru: grob škofa Dietricha II. (prej imenovan grob škofa Hildewardsa) in kip diakona z bralnim pultom v naravni velikosti.

### Visokogotska razširitev vzhodnega kora
Okoli leta 1330 je poznoromansko apsido nadomestil visokogotski, prečno pravokotni korni obok 6/10. Tu so bile postavljene večje figure zaščitnika stolnice, ki so bile večkrat obnovljene in restavrirane. Velika umetniška vrednost so vitraji v oknih, od katerih so nekateri izvirali že od gradnje kora. Prikazujejo pametne in neumne device, kreposti in preroke, pasijon, Marijine prizore, apostoli in preroki pa so upodobljeni tudi na zelo kakovostnih steklih iz prve tretjine 15. stoletja.
Posebnost je predstavitev dveh opic, ki igrata šah v kapitelu na severni steni vzhodnega kora. 
Vzhodna korna pregrada je najstarejši ohranjen tak primer. Zgrajena je bila okoli leta 1230 kot del poznoromanske stolnice. V srednjem oboku je oltar iz 19. stoletja, ob strani pa se po strmih stopnicsh, skozi dvoje majhnih vrat pride do kora.
- Vzhodni kor s stolpoma
- Bruhalniki
- Severni stolp z baročno kapo

### Poznogotske spremembe
Zgornja nadstropja severozahodnega stolpa so bila zgrajena v 14. in 15. stoletju. Najverjetneje po požaru leta 1532 so bili zgornji deli vzhodnih stolpov obnovljeni in okrašeni s poznogotskimi elementi.

### Kasnejše spremembe in restvratorska dela
Nameren požar je močno poškodoval stolnico leta 1532. Požar je uničil strehe, velik del opreme in velike površine zidov. Škoda po požaru je bila dokončno odpravljena šele v 19. stoletju.
Leta 1711 in 1713 so vzhodni stolpi dobili baročne strehe z lanterno. Prvotno so imeli najverjetneje osemstranske šotorske strehe, podobne tistim v sosednji mestni cerkvi v Freyburgu. Bogata baročna dekoracija iz 1730-ih je bila odpravljena s puristično obnovo od leta 1874 do leta 1878. Po letu 1884 je bil jugozahodni stolp dokončan v neogotskem slogu. Stolpne čelade so tudi iz poznega 19. stoletja. Slikar stekel Otto Linnemann je leta 1903 ustvaril pet oken in leta 1926 enega v stranski ladji z grbom. Dokumenti so v Linnemannovem arhivu.
Od leta 1936 do 1940 je bil objekt ob križnem hodniku zgrajen brez spremljajočih arheoloških raziskav, zgrajena pa je bila tudi stolpna stavba med kapelo Treh kraljev in Marijino cerkvijo. Med letoma 1960 in 1968 je bila stolnica popolnoma popravljena. Izvedena so bila obsežna izkopavanja. Po letu 1989 so na novo pokrili vse strehe cerkve in kapele Treh kraljev.

## Križni hodnik s samostanskimi stavbami

### Ostanki starejše klavzure na severni strani
Starejše samostanske stavbe in križni hodnik so bili severno od cerkve. Deli vzhodnega krila klavzure zgodnje romanske stolnice so izkopali v letih 1961-1965. Ohranjeni obokani stropi in rebrasti deli na severni steni cerkve in ostanki kapele stolnih kanonikov izvirajo iz poznoromanske novogradnje klavzure, ki je bila neznano kdaj ukinjena, verjetno v 18. stoletju.

### Poznoromanski križni hodnik
Na južni strani stolnice je druga, večinoma poznoromanska klavzura. Ker JE ni bilo mogoče najti leta 1244, je morala biti zgrajena v drugi polovici 1240-ih. Iz okoli leta 1270 so našli rebrast obok. Medtem ko so bili vzhodni in severni trakti v veliki meri ohranjeni v poznoromanski obliki, so v zahodnih in južnih krakih preživeli le ostanki. Ta krila so večinoma visoka- in poznogotska, v 19. stoletju pa so bila bistveno spremenjena. Izvirni obstoj dveh klavzur je izjemen in povezan z obema samostanoma v cerkvi. Severni samostan je najverjetneje služil najprej za kapitelj stolnice, potem za Marijino samostansko cerkev, potem ko je bil južen zgrajen za duhovnike stolnice.

### Poznoromansko preddverje
Pri južnem kraku transepta je dodano dvonadstropno, poznoromansko preddverje. To prvotno ni bilo predvideno. Lomljenje reber oboka in vzhodne stene je vsaj delno posledica poznejšega vstavljanja v danem kontekstu stavbe.

### Kapela Treh kraljev
Poznogotska kapela Treh kraljev na vzhodni strani samostana je bila zaključena leta 1416. Graditelj kapele je bil škof Gerhard II. Goch (1409-1422). V požaru leta 1532 je utrpela težke poškodbe in je bila potem uporabljena vsaj v kleti za različne posvetne namene (skladišče, pripor, gasilski dom, itd.). Glede na izkopavanja je bila na tem mestu zgodnja kapela iz 11. stoletja, od katere so nekateri ostali deli v severozahodnem kotu. Bila je le malo manjša in dvonadstropna. Spodnji prostor je imel na vzhodu močno umaknjeno, majhno apsido in je služil kot zasebna kapela naumburškega škofa. Poznogotska novogradnja je dvonadstropna in dvoobočna. Spodnja, kasneje večkrat spremenjena kapela, je bila posvečena svetemu Nikolaju, zgornji prostor z zvezdnim obokom pa je bil posvečen verjetno svetim Trem kraljem. Zunaj na vzhodni steni je skupina slik, ki prikazujejo Čaščenje magov. V kapeli je prikazan Kristusov cikel iz umetniške zbirke kanonika Immanuela Christiana Leberechta iz Ampacha, ki so ga po njegovih specifikacijah ustvarili različni umetniki iz kroga Nazarencev.
- Križni hodnik
- Kapela Treh kraljev
- Preddverje transepta
- Marija z otrokom v Marijini cerkvi
- Ladja v Marijini cerkvi

### Župnijska Marijina cerkev
Župnijska Marijina cerkev je jugozahodno od stolnice na južnem delu križnega hodnika. Čeprav je bila njena predhodnica delno izkopana, starost še ni določena. Ohranjeni so kor in ostanki zunanjih zidov visoke gotske stavbe, ki je bila prvič dokumentirana leta 1343. Cerkev je bila verjetno ustanovljena skupaj s škofovsko cerkvijo kot župnijska cerkev stolnične skupnosti. Po požaru leta 1532 je ostala ruševina. Zimska cerkvena dvorana je bila zgrajena namesto ladje šele okoli predzadnjega stoletja kot telovadnica. V okviru državne razstave leta 2011 je Marienkirche dobila tudi orgle.

## Oprema
Od opreme stolnice ni ostalo veliko, nenazadnje tudi zaradi požara leta 1532, švedske okupacije in posegov baročne preobrazbe stolnice. Nekaj obstoječih delov opreme je delno zadržanih v stolnici, deloma v novo opremljenem stolničnem skladišču.

### Oltar
Naumburgška stolnica ima še nekaj oltarjev. V visokem koru je glavni oltar. Nad menzo je postavljen kamnit retabel, ki je iz nekdanjega oltarja svetega Feliksa in Adauctusa. Oltar z razpelom je bil običajno v ladji. V 19. stoletju ga je zamenjal majhen oltar v srednjem oboku korne pregrade. Dva druga oltarja stojita na vzhodnih stenah transepta. Na oltarju v severnem transeptu je postavljen retable iz delavnice Georga Lembergerja, na južnem pa Marijin retabel iz obdobja okoli 1500. Naslednji oltar je na zahodnem koncu južne stranske ladje.
Glavni oltar je ohranjen tudi v zahodnem koru. Naslednji stoji v zahodni korni pregradi. Poleg tega je v kapelah ohranjenih še več oltarjev.
Večina retablov je bila sčasoma izgubljena. Ostanki opreme so danes prikazani v stolničnem arhivu.

### Kipi
Poleg kipov iz delavnice Naumburškega mojstra, so v stolnici tudi druge pomembne skulpture. Posebej velja omeniti kip svete Elizabete Turinške v kapeli v pritličju severozahodnega stolpa iz okoli leta 1235. To je ena najstarejših slikovnih predstav svetnikov.

### Bralni pult
V križišču je še nekaj klopi, od katerih so nekatere iz poznoromanske stolnice. Omeniti je treba tudi klopi iz začetka 15. stoletja. Poleg tega se v stolnici hrani klop okoli leta 1260, ki je bila morda ena od prvotnih značilnosti zahodnega kora.
V sredi starih klopi so trije bralni pulti iz 15. stoletja. Dva sta oblikovana za bralca in urednik z nasprotno urejenimi pulti. En je samostojen bralni pult. Pod delovnimi ploščami vseh pultov so vgrajene delno zaprte naprave za shranjevanje pripomočkov.